# Festuca violacea
Espèce
Classification phylogénétique
Festuca violacea, la Fétuque violacée, est une espèce de plantes herbacées de la famille des Poaceae et du genre des fétuques.